# الإعلام في المغرب
وفقا لأحدث المعلومات المتاحة، يحتوي المغرب على 27 محطة إذاعية من نوع AM و 25 محطة إذاعية من نوع FM، و 6 محطات موجة قصيرة، و 8 محطات تلفاز.
وقد أفاد تقرير مجلس المنافسة السنوي الأخير لسنة 2013 أن كلا من القناة الأولى و«2M» و«MEDI1 TV» تحتل معا 41,5 في المائة من مجموع نسب المشاهدة، مبرزا أن باقي القنوات المغربية، وهي «المغربية» و«تمازيغت» و«الرياضية» و«السادسة» و«الرابعة»، لا تشكل إلا 7,4 في المائة. وخلص المجلس إلى أن «نصف المشاهدة المغربية تهاجر إلى قنوات أجنبية، من بينها 22 في المائة تتوجه إلى القنوات العربية و 28 في المائة تتوجه نحو قنوات أخرى، على عكس نسبة السماع إلى القنوات الإذاعية والتي تنحصر في 3 في المائة».

## جرائد
- 1-الجرائد الحزبية
  - صحيفة الاتحاد الاشتراكي (حزب الاتحاد الاشتراكي للقوات الشعبية)
  - العلم، (حزب الاستقلال)
  - جريدة بيان اليوم، (حزب التقدم والاشتراكية)
  - التجديد، (حركة التوحيد والإصلاح ومقرب من حزب العدالة والتنمية)
  - المنعطف، (جبهة القوى الديمقراطية)
  - الحركة، (الحركة الشعبية)
  - رسالة الأمة، (حزب الاتحاد الدستوري)
  - النضال الديمقراطي، (الحزب الوطني الديمقراطي)

- 2-الجرائد المستقلة

- - الجريدة الجديدة
  - الصحيفة
  - الأيام
  - الصباح
  - المساء
  - نيشان
  - الأسبوعية
  - المستقلة
  - العلم الأمازيغي
  - الجريدة

## الفضائيات والإذاعات
- الأولى الوطنية

شعار قناة الأولى المغربية

القناة الأولى المغربية الوطنية، وتوفر خدمات الأخبار والمعلومات والثقافة والترفيه لمشاهديها والمواطنين في المغرب عبر خدمات التلفزة الرقمية الأرضية TNT.
- الأولى الدولية

القناة الأولى المغربية الدولية، وتوفر خدمات الأخبار والمعلومات والثقافة والترفيه لمشاهديها والمواطنين في المغرب وفي العالم العربي والمغرب الأوسط وأوروبا وأمريكا الشمالية عبر شبكات الكابل وأقمار الساتل.
- الأولى العيون[4]

القناة الأولى الجهوية العيون، قناة تلفزيونية مغربية جهوية، يوجد مقرها بمدينة العيون وتقوم بتغطية الجهات الجنوبية الثلاث بالمغرب. تم إطلاقها في 6 نونبر من العام 2004 بمناسبة ذكرى المسيرة الخضراء.
- الأولى فائقة الجودة

القناة الأولى المغربية الفائقة الجودة أو الأولى HD، قناة تلفزيونية مغربية تبث برامجها بالتقنية عالية الدقة على مدار الساعة.
- الرياضية الأرضية

قناة رياضية مغربية، تبث حصريا عبر أجهزة التلفزة الرقمية الأرضية TNT تهتم بالقضايا الرياضية المغربية وتعد القناة خطوة نحو إغناء المجال السمعي البصري الذي يرتئي المغرب بلوغه وتعد القناة الأولى من نوعها في المغرب والتي تختص بالرياضة المغربية إذ تنقل الدوري المغربي كما تهم بنقل كل المظاهر الرياضة التي تشارك فيها المنتخبات الرياضة المغربية
- الرياضية الفضائية

شعار قناة الرياضية

النسخة الفضائية لقناة الرياضية الأرضية، تبث عبر الأقمار الصناعية وشبكات الكابل حول العالم.
- الثقافية

القناة المغربية الثقافية (الرابعة سابقا) قناة فضائية تعليمية مغربية. تم إطلاقها بتاريخ 28 فبراير 2006 كأول قناة مغربية ذات توجه تعليمي، وتبث برامجها باللغات العربية والفرنسية بالإضافة إلى اللهجات الأمازيغية. تبث القناة برامجها فضائيا على القمر الصناعي هوت بيرد والنايسات، أما أرضيا فالقناة متوفرة على جهاز TNT وعلى التلفزة عبر خيط الإنترنت التي توفرها اتصالات المغرب MT-BOX.
- المغربية

المغربية (القناة الخامسة) هي قناة تلفزية فضائية مغربية لها أكبر نسبة للمشاهدين بالمملكة المغربية. تأسست القناة بالتعاون بين القناة الأولى والثانية وتعمل على أرشيف القناتين. تبث القناة مجانا على القمر الصناعي هوت بيرد ونايلسات و NSS7 وغالاكسي 19 ويصل إرسالها إلى سائر أنحاء المغرب. تقدم المحطة خدماتها باللغتين العربية والفرنسية والأمازيغية والإسبانية والإنجليزية.
- السادسة

السادسة أو قناة محمد السادس للقرآن الكريم، هي قناة مغربية متخصصة في الشؤون الإسلامية؛ من تلاوة القرآن، البرامج، الوثائقيات والمسلسلات الدينية.
- قناة الأفلام

أفلام TV هي إحدى قنوات الSNRT المغربية، بدأ بثها على الأجهزة التلفزة الأرضية الرقمية في ماي 2008؛ وتختص في الأفلام والمسلسلات والمسرح.
- تمازيغت

القناة الأمازيغية (الثامنة) قناة تلفزية فضائية مغربية، بدأت يوم 6/01/2010 والبت الفعلي يوم 01/03/2010 تحظى بمتابعة من طرف المغاربة الناطقين بالأمازيغية داخل وخارج المغرب. تبث يوميا من الساعة السادسة مساء (18h00) بتوقيت المغرب إلى منتصف الليل. ما عدى يومي السبت والأحد حيث يبدأ البث من الثانية بعد الزوال أي (14h00) إلى منتصف الليل.
- الإذاعة الوطنية

تبث الإذاعة الوطنية 24 ساعة في اليوم انطلاقا من محطة الإرسال المركزية بالرباط و 9 محطات جهوية هي:

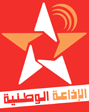
شعار الإذاعة الوطنية

1. الإذاعة الجهوية بالدار البيضاء
2. الإذاعة الجهوية بطنجة
3. الإذاعة الجهوية بتطوان
4. الإذاعة الجهوية بوجدة
5. الإذاعة الجهوية بفاس
6. الإذاعة الجهوية بمراكش
7. الإذاعة الجهوية بأكادير
8. الإذاعة الجهوية بالعيون
9. الإذاعة الجهوية بالداخلة

### الفضائيات المغربية الخاصة
- ميدي 1 تيفي
- قناة مغرب تي في
- تيلي ماروك تي في

## القنوات الإذاعية العمومية والخاصة
- الإذاعة والتلفزة الجهوية (العيون)
- إذاعة فاس
- إذاعة طنجة
- إذاعة مراكش
- الإذاعة الأمازيغية
- راديو أصوات
- شدى إف إم
- اذاعة إم إف إم
- كاب راديو
- هيت راديو
- راديو مارس
- مدينة اف ام
- ميد راديو
- ميدي 1 راديو
- الإذاعة الدولية المغربية